# Румункі-Ґлодовські
Румункі-Ґлодовські (пол. Rumunki Głodowskie, нім. Loden-Räumung) — село в Польщі, у гміні Ліпно Ліпновського повіту Куявсько-Поморського воєводства.
Населення — 187 осіб (2011).
У 1975-1998 роках село належало до Влоцлавського воєводства.

## Демографія
Демографічна структура станом на 31 березня 2011 року:
|          | Загалом | Допрацездатний вік | Працездатний вік | Постпрацездатний вік |
| -------- | ------- | ------------------ | ---------------- | -------------------- |
| Чоловіки | 85      | 18                 | 63               | 4                    |
| Жінки    | 102     | 30                 | 57               | 15                   |
| Разом    | 187     | 48                 | 120              | 19                   |